# Karl Friedrich Hermann
Karl Friedrich Hermann (Francoforte sul Meno, 4 agosto 1804 – Gottinga, 31 dicembre 1855) è stato un filologo classico tedesco.
Docente di archeologia all'Università di Gottinga, nel 1839 pubblicò Storia della filosofia platonica, in cui per primo contestò l'ordine che Friedrich Schleiermacher aveva imposto alla cronologia dei dialoghi di Platone.